# Скрупо (Потенца)
Скрупо (итал. Scruppo) је насеље у Италији у округу Потенца, региону Базиликата.
Према процени из 2011. у насељу је живело 8 становника. Насеље се налази на надморској висини од 994 м.